# Ferdinand Foch
Ferdinand Foch (Tarbes, 2 oktober 1851 – Parijs, 20 maart 1929) was een maarschalk van Frankrijk. Hij werd befaamd als geallieerd opperbevelhebber op het einde van de Eerste Wereldoorlog.

## Levensloop
Foch was de zoon van een ambtenaar van financiën, die eerst in Tarbes bij de prefectuur van Hautes-Pyrénées was tewerkgesteld en vanaf 1863 in Rodez. Zijn grootvader van moederszijde was officier in het leger van Napoleon. Hij werd streng katholiek grootgebracht en studeerde aan de jezuïetencolleges van Saint-Etienne en Metz.

### Loopbaan voor de oorlog
Bij het uitbreken van de Frans-Duitse Oorlog werd hij door de Duitse troepen uit het college in Metz verdreven. Hij nam toen vrijwillig dienst in het Franse leger. Dat zou hem ertoe geleid hebben een militaire carrière te beginnen. Hij studeerde met succes af aan de École Polytechnique. In 1873 werd hij officier bij de artillerie.
Foch volgde verdere cursussen aan de École Supérieure de Guerre (de Hogere Krijgsschool). Van 1895 tot 1901 doceerde hij zelf aan deze instelling: militaire geschiedenis, strategie en algemene tactiek. Foch ontwikkelde zich toen tot een militair theoreticus en schreef twee boeken over oorlogsvoering, waarin hij de nadruk legde op het belang van het offensief. Dit zou grote invloed hebben op de Franse strategie bij het begin van de Eerste Wereldoorlog.
In 1907 werd hij generaal en van 1907 tot 1911 was hij commandant van de École Supérieure de Guerre.

### 1914
Bij het begin van de Eerste Wereldoorlog voerde Foch het bevel over Het 20e Legerkorps onder het Tweede Leger van generaal de Castelnau. Op 14 augustus 1914 voerde dit leger zware gevechten tijdens de Slag bij Morhange, een onderdeel van de Slag der Grenzen. Na zware verliezen wist hij de Franse terugtocht naar Nancy te dekken en te voorkomen dat de Duitsers de Meurthe overstaken. Daardoor was Nancy gered en stabiliseerde het front in Lotharingen zich voor de komende vier jaar.
Meteen daarop werd Foch door de Franse opperbevelhebber Joffre aan het hoofd van het nieuwgevormde Negende Leger geplaatst, nog terwijl de Franse legers zich volop terugtrokken voor de Duitse opmars. Foch slaagde erin een tegenaanval op te zetten die bijdroeg aan het succes van de Eerste Slag bij de Marne. Het gaf Foch een grote reputatie, want zijn succes werd beschouwd als het resultaat van zijn militaire theorie.
Joffre, die Foch toen als zijn eventuele opvolger zag, benoemde hem op 4 oktober 1914 tot adjunct-opperbevelhebber voor de noordelijke legergroep. In die functie coördineerde hij de Franse, Britse en Belgische legers in de zogenaamde "race naar de zee" (het steeds verder verleggen van het front naar het noorden). Hij ondersteunde de Belgen in de Slag aan de IJzer en speelde een beslissende rol in de Eerste Slag om Ieper. Bij die gelegenheid wist hij ook de waardering van de Britse generaals te winnen en werd door de Britse koning onderscheiden met de benoeming tot Ridder Grootkruis in de Orde van het Bad.

### Verder verloop van de oorlog
In de volgende jaren van de oorlog kreeg de reputatie van Foch klappen. Hij voerde de Franse legers aan in de offensieven in Artesië (1915) en de Somme (1916), waar hij telkens zowat 200.000 man verloor, zonder succes te boeken.
In december 1916 onthief Joffre (die meteen daarna zelf zou worden ontslagen) hem van zijn commando over de noordelijke legergroep. De regering toonde echter haar waardering door Foch toen de médaille militaire te verlenen.
Foch kreeg daarop verscheidene opdrachten. Zo maakte hij deel uit van de onderzoekscommissie die de verantwoordelijkheid voor de catastrofe van de Chemin des Dames moest vaststellen. Toen generaal Philippe Pétain in mei 1917 opperbevelhebber werd, benoemde hij Foch tot chef van de generale staf. In de herfst van dat jaar ging hij naar Italië om de situatie te bestuderen na de slag bij Caporetto.
Op 4 november 1917 stelden de geallieerden een Opperste Oorlogsraad in om de oorlogsinspanningen te bundelen. Foch vertegenwoordigde het Franse leger in deze raad, waarin voor elk land de regeringsleider en een minister zaten. De Franse premier Clemenceau hoopte via die raad tot een gemeenschappelijk opperbevel te komen en Foch, die de Britten goed kende, leek daarvoor de aangewezen figuur. Het zou echter duren tot het Duitse lenteoffensief van 1918 vooraleer dat opperbevel er kwam.

### Foch als generalissimus

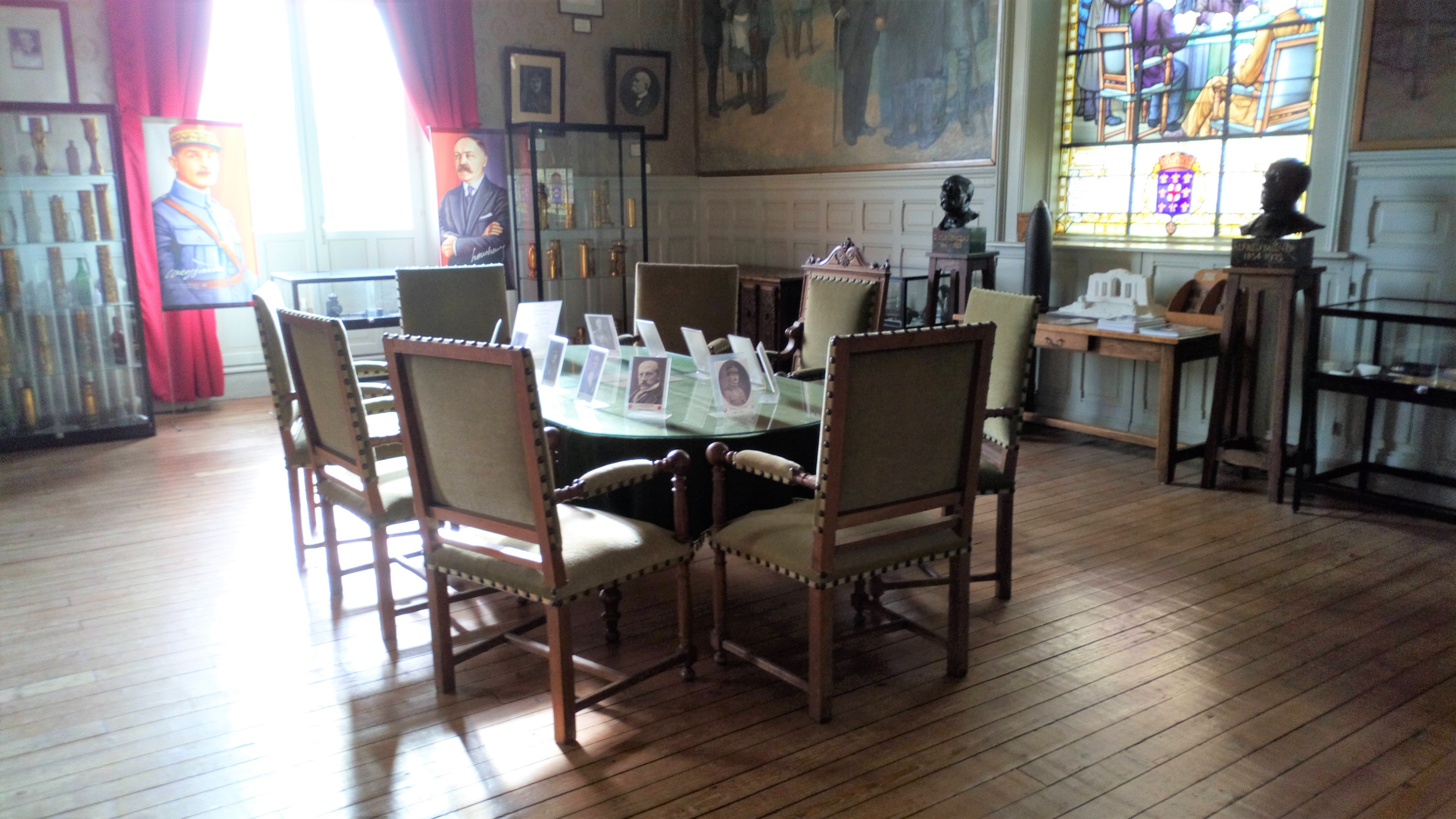
Zaal in het Stadhuis van Doullens waar op 26 maart 1918 de Conferentie van Doullens werd gehouden

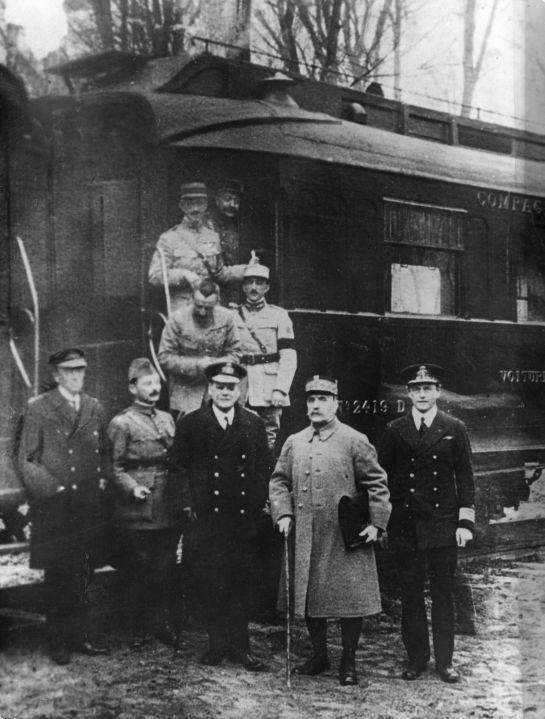
Foch (tweede van rechts) in Compiègne

Op 26 maart 1918, toen het Duits offensief richting Amiens de geallieerde linies dreigde te doorbreken, werd op een Frans-Britse topconferentie in het Picardische stadje Doullens beslist om generaal Foch de coördinatie van de geallieerde bevelvoering toe te vertrouwen. Op de conferentie van Beauvais (3 april) kreeg hij bovendien de strategische leiding van de operaties en op 19 april kreeg hij ook de tactische bevelleiding. Foch mocht zich voortaan generalissimus van de geallieerde legers aan het westelijk front noemen. In mei kreeg hij bovendien ook het gezag over het Italiaanse front.
Foch wist ten volle zijn nieuwe bevoegdheid te gebruiken tijdens de Tweede slag bij de Marne, het laatste grote Duitse offensief van de oorlog. Toen de aanval vastliep wist Foch in juli 1918 een tegenoffensief te beginnen bij Soissons, waarbij de Duitsers een gevoelige nederlaag opliepen. Dit feit wordt beschouwd als het definitieve keerpunt in de oorlog in het voordeel van de Geallieerden.
Op 6 augustus 1918 kreeg Foch de maarschalkstaf. Hij was de eerste maarschalk van Frankrijk sinds 1871 die effectief een leger aanvoerde (eerder was Joffre maarschalk geworden toen hij van zijn commando ontheven werd).
Onder leiding van Foch begon op 28 september een groot geallieerd offensief dat leidde tot een Duitse terugtocht en eindigde met de wapenstilstand van 11 november 1918. Het was Foch zelf die de Duitse delegatie de wapenstilstandsvoorwaarden overhandigde in zijn treinwagon in Compiègne. Hij weigerde daarbij elke toegeving te doen.
Foch bleef geallieerd opperbevelhebber tijdens de wapenstilstandsperiode, waarbij de geallieerde legers de hele linkeroever van de Rijn en enkele steden op de Rijn bezetten. Hij leidde ook de besprekingen over de verlengingen van de wapenstilstand.
De maarschalk drong er bij de Franse regering op aan om bij de vredesonderhandelingen, die begin 1919 in Parijs van start gingen, harde eisen te stellen. Hij wilde dat het Rijnland politiek losgemaakt werd van Duitsland om onder Franse militaire controle als een bufferstaat te fungeren. Alleen zo, waarschuwde hij, kon een Duitse agressie in de toekomst worden vermeden. Foch meende dat de inwoners van het Rijnland die status zouden aanvaarden en hij stond gunstig tegenover de poging om een Rijnlandse republiek uit te roepen, maar de eis vond geen gehoor bij de Britse en Amerikaanse regeringen.
Foch uitte op de vredesconferentie dan ook kritiek op de voorwaarden van het Verdrag van Versailles, hoewel hij als militair niet geacht werd politieke standpunten in te nemen. "Dit is geen vrede, het is een bestand voor twintig jaar", zou hij later profetisch zeggen.
Toch bleef hij opperbevelhebber tot de ondertekening van het vredesverdrag. Toen Duitsland tot het laatste moment weigerachtig bleef om het verdrag te aanvaarden, stond hij klaar om het offensief tegen Duitsland te hernemen.

### Laatste jaren

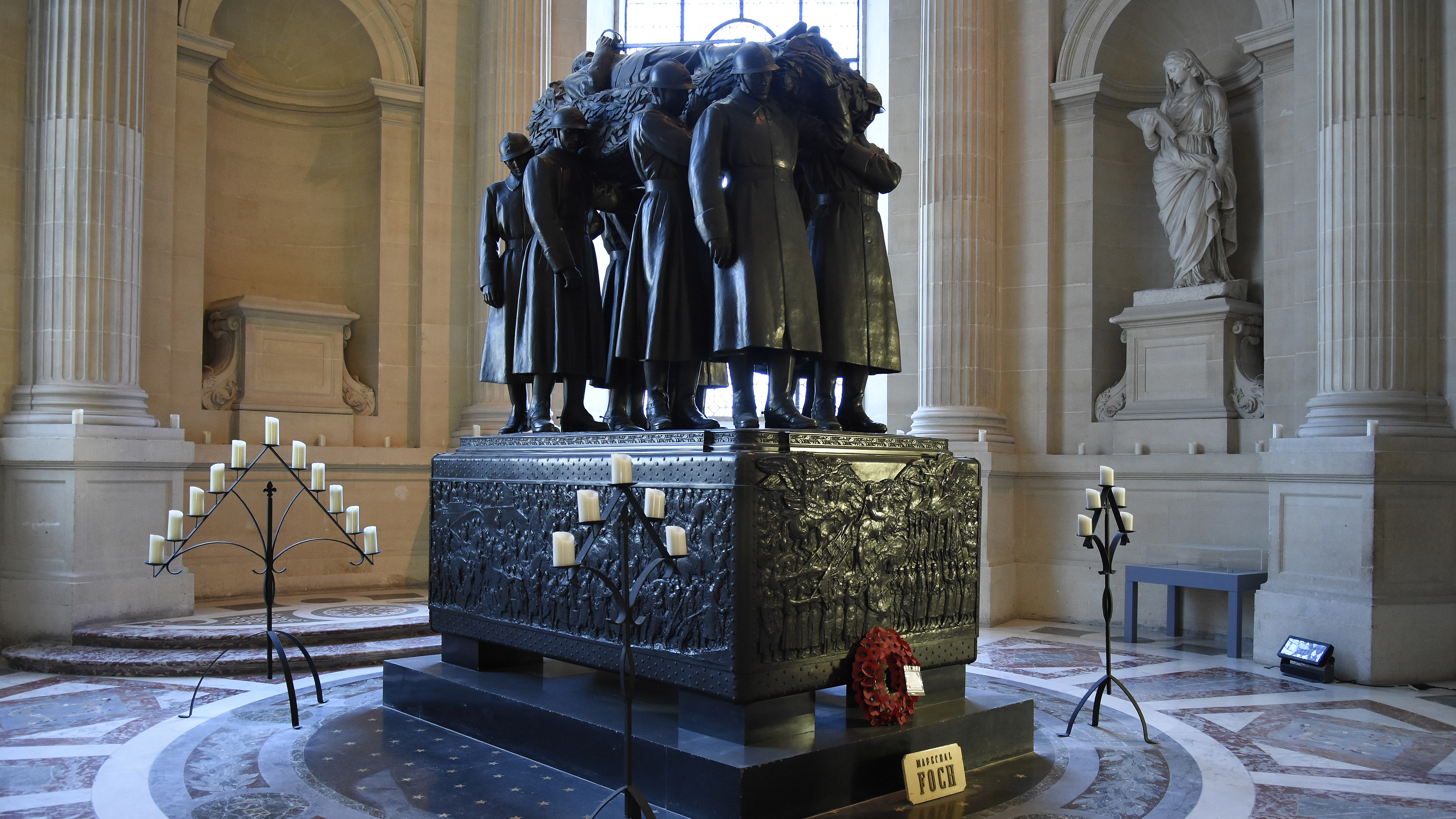
Het praalgraf van Ferdinand Foch in het Hôtel des Invalides

De Franse regering stelde hem na de oorlog het Hôtel de Noirmoutier, een stadspaleis in Parijs, ter beschikking. Daar wijdde hij zich aan het schrijven van zijn memoires. Hij weigerde zich in te laten met politiek en sloeg een aanbod af van president Raymond Poincaré om zich verkiesbaar te stellen als zijn opvolger. Hij overleed in Parijs op 77-jarige leeftijd. Hij werd begraven in de Dôme des Invalides, naast andere beroemde maarschalken van Frankrijk.

## Privé
Foch had twee dochters en twee zonen, waarvan één kort na de geboorte stierf. Zijn andere zoon en een schoonzoon sneuvelden beiden tijdens de Slag der Grenzen op 22 augustus 1914 (de bloedigste dag van de Eerste Wereldoorlog).
Als vroom katholiek en oud-leerling van jezuïeten (met een broer die zelf jezuïet was) werd hij door de vele Franse antiklerikale politici gewantrouwd, maar hij kreeg alle lof van Clemenceau, die zelf een atheïst was.
Hij was als jongeman bevriend met de tekenaar Gustave Doré en had een ruime kennissenkring in het Parijse culturele leven.

## Huldebetoon

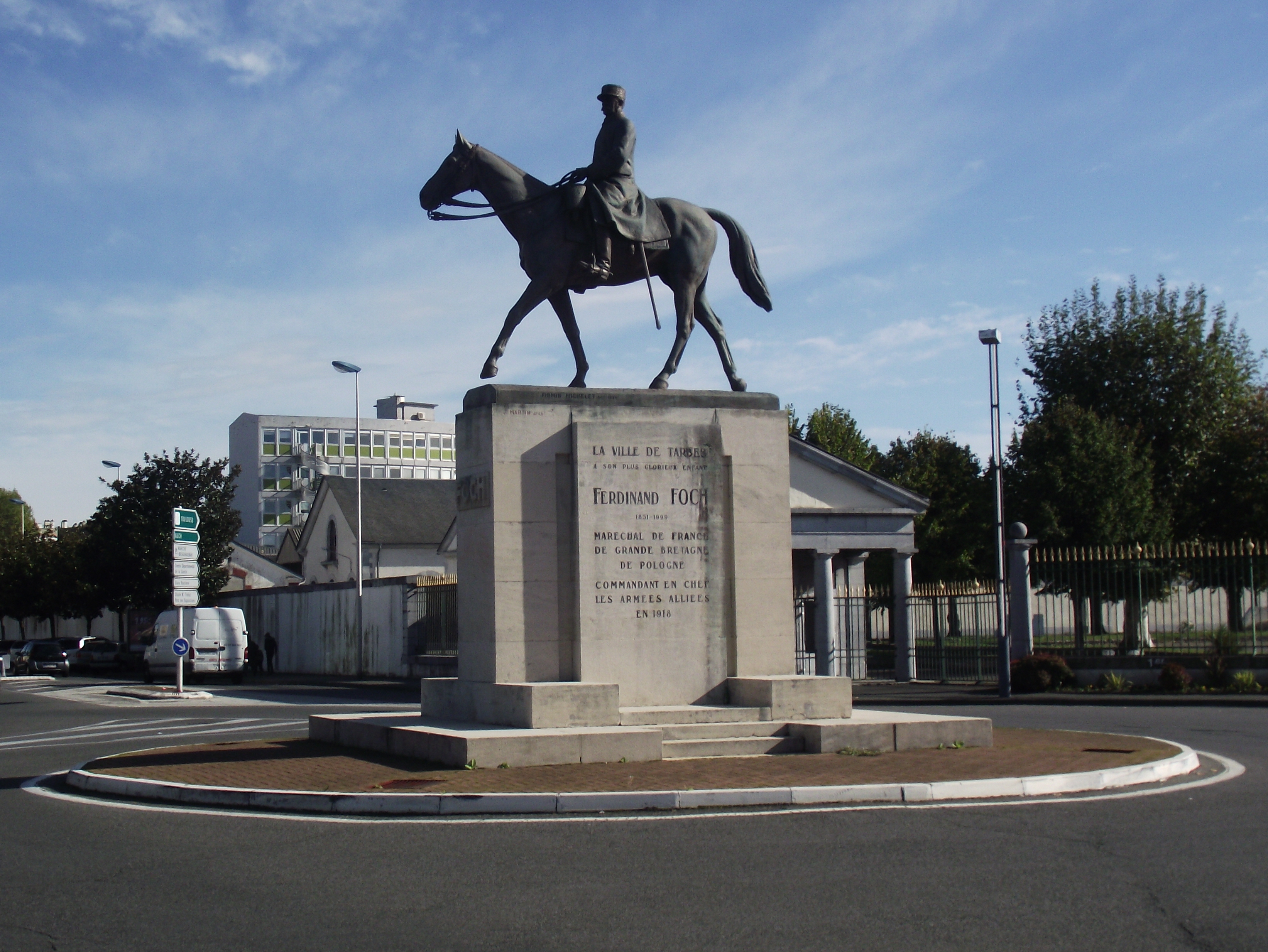
Ruiterstandbeeld van maarschalk Foch in Tarbes

Ferdinand Foch is de meest gelauwerde generaal van de Eerste Wereldoorlog. Behalve maarschalk van Frankrijk was hij ook Brits veldmaarschalk, maarschalk van Italië en maarschalk van Polen. Hij ontving de hoogste onderscheidingen van vrijwel alle geallieerde landen.
Op de dag van de wapenstilstand werd hij tot lid van de Académie des Sciences gekozen. Tien dagen later volgde het lidmaatschap van de Académie Française.
Er zijn heel wat standbeelden en bustes van hem gemaakt, waaronder ruiterstandbeelden in Parijs, Londen, zijn geboortestad Tarbes en Kassel in Frans-Vlaanderen, waar hij in de herfst van 1914 zijn hoofdkwartier had.
Vrijwel elke belangrijke stad in Frankrijk heeft een straat, laan of plein naar maarschalk Foch genoemd, net als onder meer Beiroet, Brussel, Melbourne, Montreal, New Orleans, Quito, Singapore en enkele Poolse steden. De Belgische stad Leuven had ook een Maarschalk Fochplein maar veranderde die naam in 2012 in Rector De Somerplein. De gemeenteraad had er bezwaar tegen dat een plein genoemd werd naar een generaal die honderdduizenden soldaten de dood zou hebben ingejaagd.
De naam van Foch is ook gegeven aan een stad in Zuid-Afrika (Fochville), een berg in Canada en een eiland van de Kerguelen-archipel.
Het Franse vliegdekschip Foch (Clemenceau-klasse) dat diende van 1963 tot 2000 is naar hem vernoemd.

## Onderscheidingen
- Legioen van Eer
  - Grootkruis op 8 oktober 1915[4]
  - Grootofficier op 18 september 1914[4]
  - Commandeur op 31 december 1913[4]
  - Officier op 11 juli 1908[4]
  - Legionair op 9 juli 1892[4]
- Médaille militaire op 21 december 1916[5]
- Croix de Guerre 1914-1918
- Herinneringsmedaille aan de Oorlog van 1870-1871 (1911)
- Orde van de Academische Palmen
- Order of Merit op 29 november 1918
- Ridder Grootkruis in de Orde van het Bad (Militaire divisie) op 14 januari 1915[6]
- Orde van Voorname Dienst (DSO)
- Orde van de Witte Adelaar op 15 april 1923
- Grootkruis in de Virtuti Militari op 14 juni 1923
- Grootkruis in de Orde Polonia Restituta
- Grootkruis in de Leopoldsorde
- Grootkruis in de Orde van Sharifian Alawaidis
- Army Distinguished Service Medal
- Grootkruis in de Orde van de Verlosser
- Militaire Orde van Lačplēsis, Derde Klasse
- Orde van Sint-George, Tweede Klasse in 1916
- Ridder Commandeur in Militaire Orde van Rama op 16 november 1918
- Field-Marshal (Verenigd Koninkrijk) op 19 juli 1919[7]
- Orde van het Vrijheidskruis, VR I/1 op 29 april 1925[8]